# Thestor brachycera
Thestor brachycera är en fjärilsart som beskrevs av Henry Trimen 1883. Thestor brachycera ingår i släktet Thestor och familjen juvelvingar. Inga underarter finns listade i Catalogue of Life.